# Tomolamia unicoloripennis
Tomolamia unicoloripennis là một loài bọ cánh cứng trong họ Cerambycidae.